# 飓风戴安娜
飓风戴安娜（英語：Hurricane Diana）是1990年大西洋飓风季造成死亡人数最多的热带气旋，在墨西哥一共夺走139条人命。系统源于8月4日的一股东风波，掠过洪都拉斯后于次日增强成热带风暴并获名“戴安娜”。接下来气旋逐渐增强，达到风速每小时105公里强度后从金塔纳罗奥州费利佩卡里略波多登陆尤卡坦半岛。戴安娜在陆地上空虽有减弱，但进入墨西哥湾时仍属热带风暴。重返大海后气旋恢复快速增强趋势，于8月7日升级成飓风，还于当天进一步强化成二级飓风并达到风速每小时155公里的最高强度。仅两小时后，风暴就以最高强度从坦皮科附近登陆墨西哥。飓风上岸后急剧弱化，仅4小时后就降级成热带风暴，8月8日又在墨西哥城附近进一步减弱成热带低气压。进入东太平洋盆地后，戴安娜未能重新发展，很快就在加利福尼亚湾最南端消散。
面对风暴威胁，尤卡坦半岛和墨西哥的墨西哥湾沿岸地区多地发布热带风暴观察预警和警告，飓风观察预警和警告同样经发布后进入生效状态。穿越尤卡坦半岛期间，戴安娜产生接近热带风暴强度的大风和暴雨，但没有造成破坏或人员伤亡。然而，墨西哥本土接下来遭受的影响要严峻得多，伊达尔戈州和韦拉克鲁斯州降下瓢泼大雨并引发泥石流。暴雨导致大量房屋被毁，约400平方公里农田被毁，共有约3万人无家可归。飓风还在墨西哥大范围地区产生狂风，刮倒许多树木和电线杆，导致多条道路阻塞，许多电话失灵。此外，气旋残留还在美国西南部产生降雨。总体而言，飓风戴安娜共造成139人死亡，另有2万5000人受伤，经济损失数额估计为9070万美元（1990年美元，相当于2025年的2.12億美元）。

## 影响

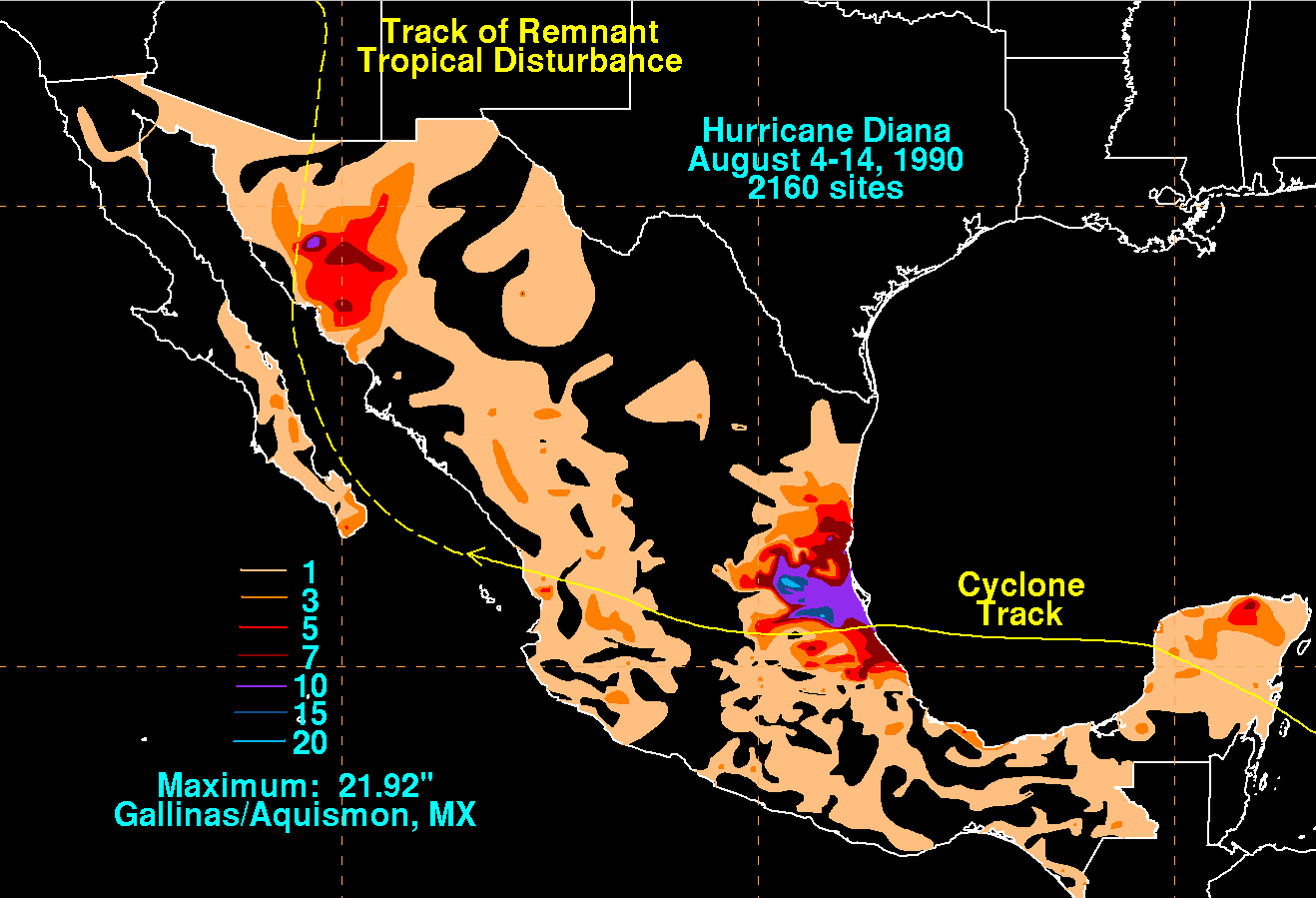
戴安娜在墨西哥产生的降水分布